# Aris Enkelmann
Aris Enkelmann (* 29. April 1964 in Frankfurt an der Oder) ist ein ehemaliger deutscher Florettfechter. Er nahm 1988 für die Deutsche Demokratische Republik an den Olympischen Spielen teil. Er startete in seiner aktiven Zeit für den SC Dynamo Berlin.

## Karriere
Er nahm für die DDR an den Fechtweltmeisterschaften 1986 in Sofia teil und mit der Florett-Mannschaft belegte er gemeinsam mit Adrian Germanus, Jens Howe, Udo Wagner und Ingo Weißenborn den dritten Platz hinter Italien und der Bundesrepublik Deutschland. Zwei Jahre später nahm er an den Olympischen Sommerspielen 1988 in Seoul teil. Im Einzelwettbewerb im Florettfechten belegte er den 11. Platz und mit der Mannschaft verpassten sie mit den vierten Platz eine Medaille.